# زغبورة نشمية
زغبورة نشمية (الاسم العلمي:Stigmella grewiae) هي نوع من الحشرات تتبع جنس الزغبورة من فصيلة السليلات.